# Ana Isabel D. Correia
Ana Isabel D. Correia (1953) es una botánica y profesora portuguesa. Desarrolla actividades científicas como curadora de Plantas Vasculares y conservadora de Hongos en el herbario del Museo Nacional de Historia Natural de Lisboa, y académicas en el Departamento de Biología Vegetal y Centro de Biología Ambiental, en la Facultad de Ciencias de la Universidad de Lisboa.

## Algunas publicaciones
- ana isabel d. Correia. 2007. As colecções de plantas vasculares no Herbário do Jardim Botânico (LISU). Publicación del Jardín Botánico de la Universidad de Lisboa. 10 pp. en línea (enlace roto disponible en Internet Archive; véase el historial, la primera versión y la última).

- j. Magos, a. Brehm, a. Rossell-Graell, ana i.d. Correia, m.j. Albert. 2003. The breeding system of Linaria ricardoi (Scrophulariaceae), a threatened Portuguese endemism. Bocconea 16 (2): 961-966 ISSN 1120-4060

- antònia Roselló Graell, david Draper, ana isabel d. Correia, josé maría Iriondo Alegría. 2002. Translocación de una población de Narcissus cavanillesii A. Barra & G. López en Portugal como medida de minimización de impacto. Ecosistemas: Revista científica y técnica de ecología y medio ambiente 11 (3 ): 1697-2473 ISSN-e en línea

- -----------------------------, ----------------, c. Tauleigne Gomes, ana isabel D. Correia. 2000. Distribuição de Marsilea batardae Launert em Portugal e determinação do seu estatuto de ameaça. Portugaliae Acta Biologica 19 (1-4 ): 219-224 ISSN-e 0874-9035 en línea

- s. Ballester-Hernández, a. Rosselló Graell, d. Draper, ana isabel d. Correia. 2000. Monitorização de plantas prioritárias na área da albufeira do Alqueva. Linhas metodológicas. Portugaliae Acta Biologica 19 (1-4 ):201-218 ISSN-e 0874-9035 en línea

- ana isabel d. Correia, michel Lecompte. 1996. Essai de Phytoclimatologie dynamique dans le nord du Portugal, et réflexion sur les climats mediterranéens portugais. Finisterra : Revista Portuguesa de Geografia: XXXI ( 61): 67-84 ISSN/EISSN 04305027 en línea

- --------------------------. 1994. Fitoclimatologia dinâmica, um estudo no norte de Portugal. Tesis de doctorado en Biología (Ecología e Biosistemática), F.C.U.L., Lisboa

### En obras colectivas
- m. Lecompte, maría blanca Ruiz Zapata, suzanne Daveau, ana isabel d. Correia. 1994. Dinámica de la vegetación durante los últimos 3.000 años en la Sierra de Peneda (noroeste de Portugal), en base al análisis polínico. Trabajos de Palinología básica y aplicada : X Simposio de Palinología, (A.P.L.E., Valencia, septiembre de 1994) coord. por Michèle Dupré Ollivier, María Elvira Burgaz Moreno, Isabel Mateu Andrés, Jaime Güemes Heras, ISBN 84-370-1637-1, pp. 263-276

### Como editora
- 1999. V Jornadas de Taxonomia Botânica. Coeditor Museu, Laboratorio e Jardim Botânico, 13 pp. ISBN 972964912X, ISBN 9789729649127

## Honores
- 1999: secretaria de las V Jornadas de Taxonomía Botánica[2]
- La abreviatura «A.I.D.Correia» se emplea para indicar a Ana Isabel D. Correia como autoridad en la descripción y clasificación científica de los vegetales.[3]